# HD 127964
HD 127964，又名BD-19 3903，SAO 182676、HR 5438，是一颗恒星，视星等为6.5，位于銀經333.37，銀緯36.25，其B1900.0坐标为赤經14h 29m 12.9s，赤緯-20° 36.25′ 2″。